# Anna Sanchis
Sanchis  Chafer est un nom espagnol. Le premier nom de famille, en général paternel, est Sanchis ; le second, en général maternel, souvent omis, est Chafer.
Anna Sanchis Chafer, née le 18 octobre 1987 à Genovés, est une coureuse cycliste professionnelle  espagnole. Elle a été deux fois championne d'Espagne sur route et quatre fois championne d'Espagne du contre-la-montre.

## Biographie
En 2017, elle devient mère et décide d'arrêter sa carrière à la fin de la saison.

## Palmarès sur route

### Par années
- 2005

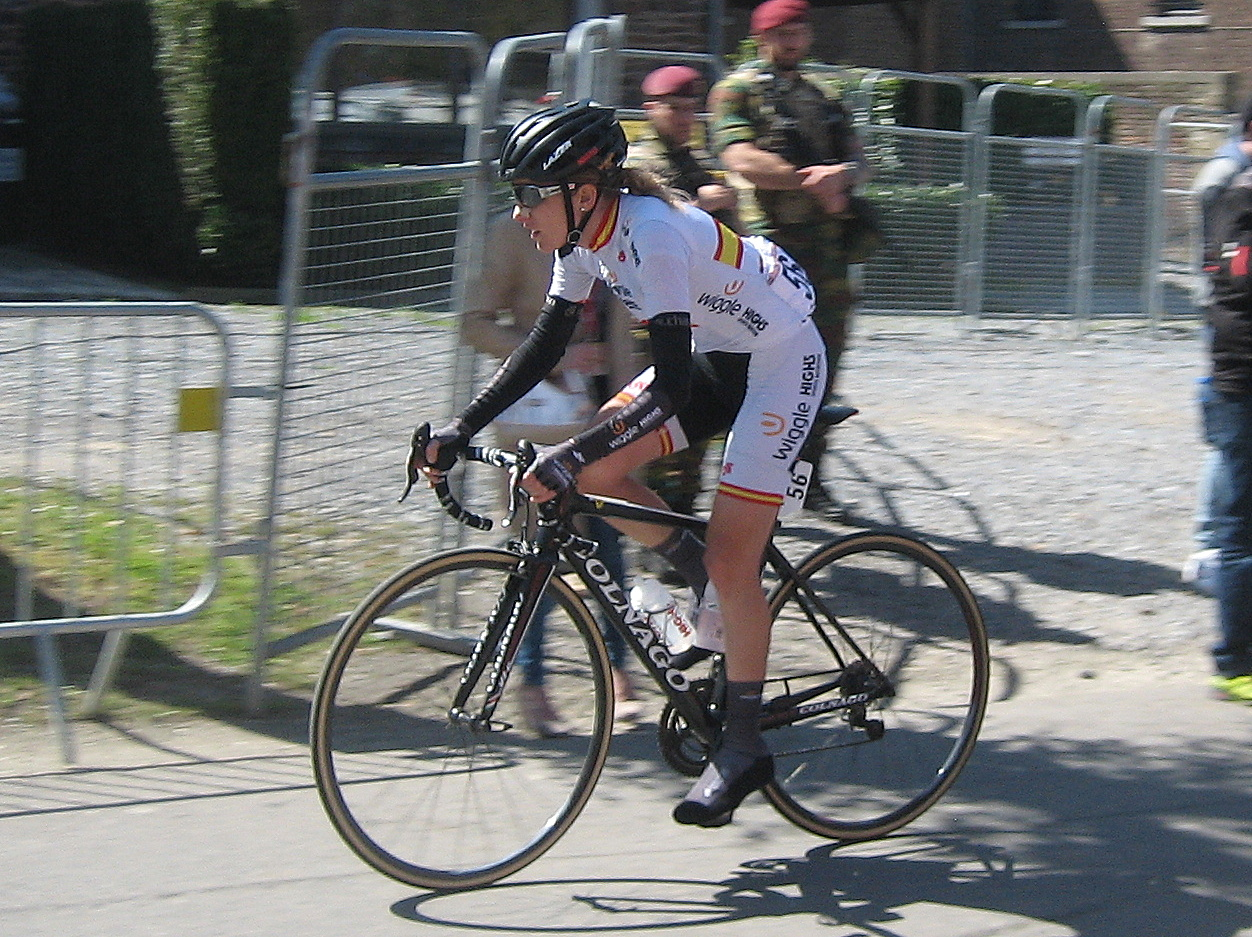
À la Flèche wallonne 2016

  -  Championne d'Espagne du contre-la-montre juniors
  - 2e du championnat d'Espagne sur route juniors
- 2008
  - 2e du championnat d'Espagne du contre-la-montre
- 2011
  - 2e du championnat d'Espagne du contre-la-montre
- 2012
  -  Championne d'Espagne sur route
  -  Championne d'Espagne du contre-la-montre
- 2013
  -  Championne d'Espagne du contre-la-montre
- 2015
  -  Championne d'Espagne sur route
  -  Championne d'Espagne du contre-la-montre
- 2016
  -  Championne d'Espagne du contre-la-montre
  - 2e du championnat d'Espagne sur route

### Classement UCI
| Année                                 | 2011 | 2012 | 2013 | 2014 | 2015 | 2016 |
| ------------------------------------- | ---- | ---- | ---- | ---- | ---- | ---- |
| Classement UCI                        | 383e | 160e | 362e | nc   | 141e | 143e |
|                                       |      |      |      |      |      |      |
| Légende : nc = non classéSource : UCI |      |      |      |      |      |      |